# Wilhelm Heraeus (Philologe)

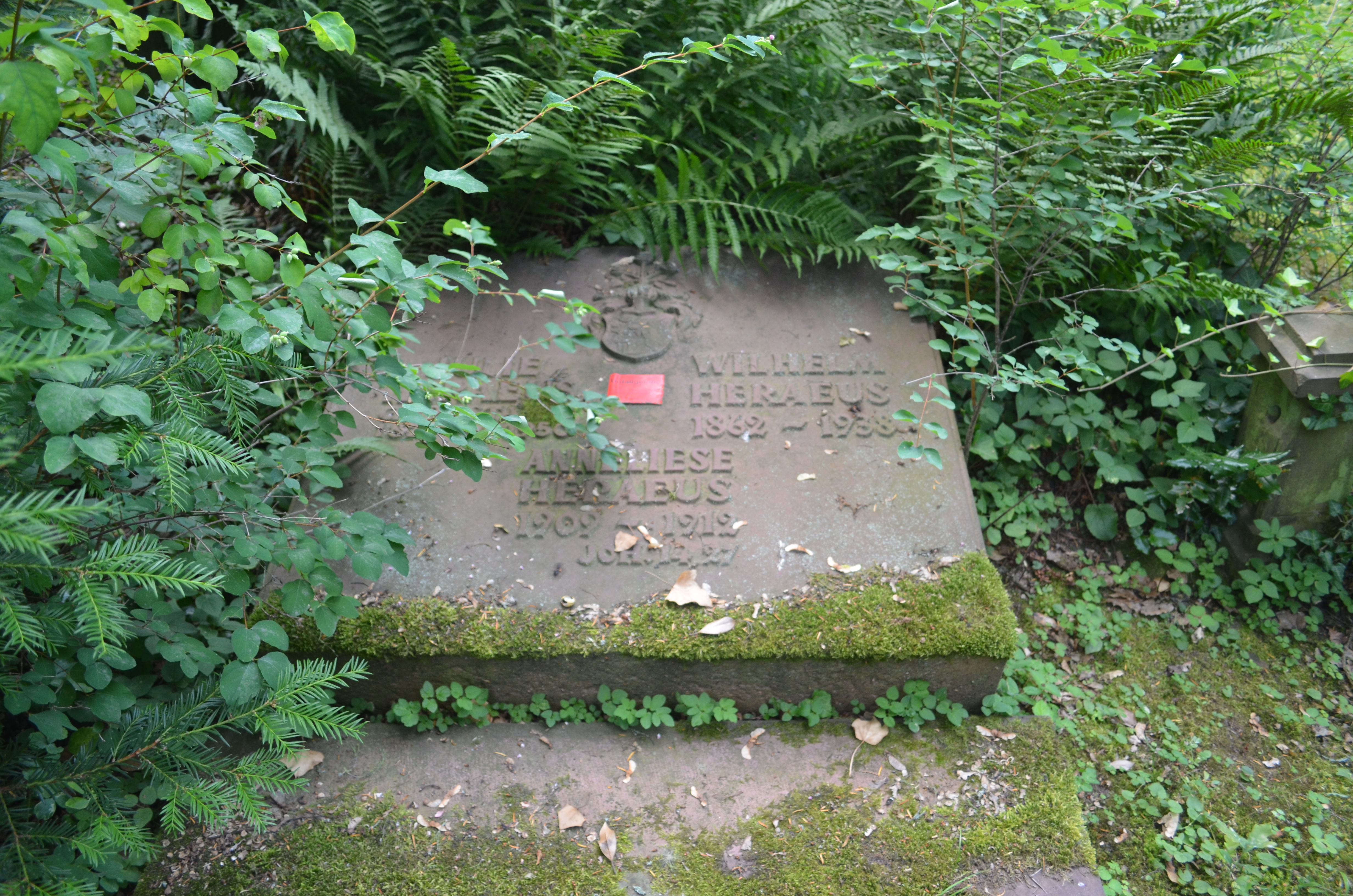
Grab von Wilhelm Carl Heraeus auf dem Alten Friedhof Offenbach

Wilhelm Carl Heraeus (* 4. Dezember 1862 in Hamm (Westfalen); † 4. Juni 1938 in Offenbach am Main) war ein deutscher Klassischer Philologe.

## Leben
Sein Vater Carl Jesaias (1818–1891), Dr. phil., war Gymnasialdirektor am Gymnasium Hammonense in Hamm und auch Klassischer Philologe und Tacitusforscher.
Wilhelm Carl Heraeus begann nach seinem Abitur Ostern 1881 am Gymnasium Hammonense noch im selben Jahr das Studium der Klassischen Philologie, der Geschichte und der Germanistik in Marburg, das er 1883 in Berlin fortsetzte. 1885 wurde er mit der Dissertation Quaestiones criticae et palaeographicae de vetustissimis codicibus Livianis in Berlin promoviert, das Staatsexamen folgte 1888. 1888–1891 war er als Probekandidat am Gymnasium in Hanau, seit 1891 als Hilfslehrer am Gymnasium in Offenbach am Main (1898 endgültige Anstellung, 1905 Professoren-Titel). 1928 trat er als Oberstudienrat in den Ruhestand. Von 1908 an als beauftragte Lehrkraft, von 1916 als ordentlicher Honorarprofessor für Vulgär- und Mittellatein hielt er bis zum Wintersemester 1928/1929 Vorlesungen, besonders für Studenten der romanischen Philologie, an der Akademie für Sozial- und Handelswissenschaften in Frankfurt am Main (seit 1914 Universität).
1903 heiratete Wilhelm Heraeus Julie, Tochter des Theodor Stamm, Kirchenrat, Dekan und Pfarrer in Stockstadt, die später eine der nur zwölf weiblichen Landtagsabgeordneten im Landtag des Volksstaates Hessen werden sollte.
Seit seinem Studium war er Mitglied, später Alter Herr des Philologisch-Historischen Vereins Marburg im Naumburger Kartellverband.

## Leistung
Die ersten Arbeiten von Heraeus betrafen die Kritik und die Emendation von Texten, zunächst von Titus Livius, später besonders von Valerius Maximus, sie fanden in der Umarbeitung des 2. Bandes der kommentierten Schulausgabe seines Vaters von Tacitus’ Historiae (1899), in der Mitarbeit an C. U. Clarks Ammianus-Marcellinus-Ausgabe (1910/15), im 5. Band der Liviusausgabe von Wilhelm Weißenborn (1912) und in seiner großen Martialausgabe (1925) ihren Niederschlag. Außerdem adnotierte er handschriftlich viele Textausgaben (im Besitz der Bibliothek des Thesaurus Linguae Latinae in München).
Die Hauptleistungen von Heraeus liegt jedoch auf dem Gebiet des Glossenforschung und des Vulgärlateins, dessen unbestrittener Kenner er war. Sein Anteil an dem von Georg Goetz herausgegebenen Corpus glossariorum Latinorum kommt in dessen Anmerkungen (in Bd. 6 und 7, 1899, 1901) sowie in der Abfassung des Index Graeco-Latinus in Bd. 7 nur ungenügend zum Ausdruck, wie besonders das berühmte Programm des Gymnasiums von Offenbach Die Sprache Petrons und die Glossen (1899) zeigte. Mit der von ihm betreuten Petronausgabe Franz Büchelers (1912 und 1922) begannen seine zahlreichen Arbeiten auf dem Gebiet des Vulgärlateins: Ein Kommentar zur Appendix Probi sowie deren Ausgabe, seit 1908 die Herausgabe der Sammlung vulgärlateinischer Texte zusammen mit H. Morf, in denen er selbst die Peregrinatio Aetheriae (1908, 1921, 1929) und Petrons Cena Trimalchionis (1909, 1923) besorgte. Der Sprachwissenschaft haben seine Arbeiten über die Sondersprachen reiche Anregung gegeben. Heraeus’ drittes Spezialgebiet war das der lateinischen Inschriften, in dem noch Theodor Mommsen sein Lehrer gewesen war (Arbeiten zum Edictum Diocletiani, 1897 und 1937). Auch hat er seit 1924 als Fahnenmitleser am Thesaurus Linguae Latinae mitgewirkt.
Er war korrespondierendes Mitglied der Gesellschaft der Wissenschaften zu Göttingen (ab 1919) und der Medieval Academy of America (ab 1928).

## Schriften
- Silvae vel potius Aetheriae peregrinatio ad loca sancta. 1908. 3. Auflage Winter, Heidelberg 1919.
- Geschichte der Familie Heraeus. 1910.
- (Hrsg.): Martialis: Epigrammaton libri. Teubner, Leipzig 1925.
- Kleine Schriften. Winter, Heidelberg 1937.